# Карл Лоренц (велогонщик)
Карл Лоренц (нім. Carl Lorenz, 27 листопада 1913 — 25 листопада 1993) — німецький велогонщик.
Олімпійський чемпіон 1936 року на тандемах.